# Cenotaph (Hồng Kông)
Cenotaph là một đài tưởng niệm chiến tranh được xây dựng vào năm 1923, nằm giữa quảng trường Statue và Tòa thị chính ở Trung Hoàn, Hồng Kông. Nơi đây tưởng nhớ những liệt sĩ phục vụ cho quân đội Anh tại Hồng Kông trong cả hai cuộc chiến tranh thế giới. Được xây dựng bằng đá, nó là một bản sao gần như chính xác của đài tưởng niệm Cenotaph tại Whitehall, Luân Đôn thuộc Anh Quốc (được thiết kế bởi kiến trúc sư Edwin Lutyens và ra mắt công chúng vào năm 1920). Công trình được liệt kê là di tích pháp định của Hồng Kông theo Pháp lệnh Cổ vật và Di tích.

## Lịch sử

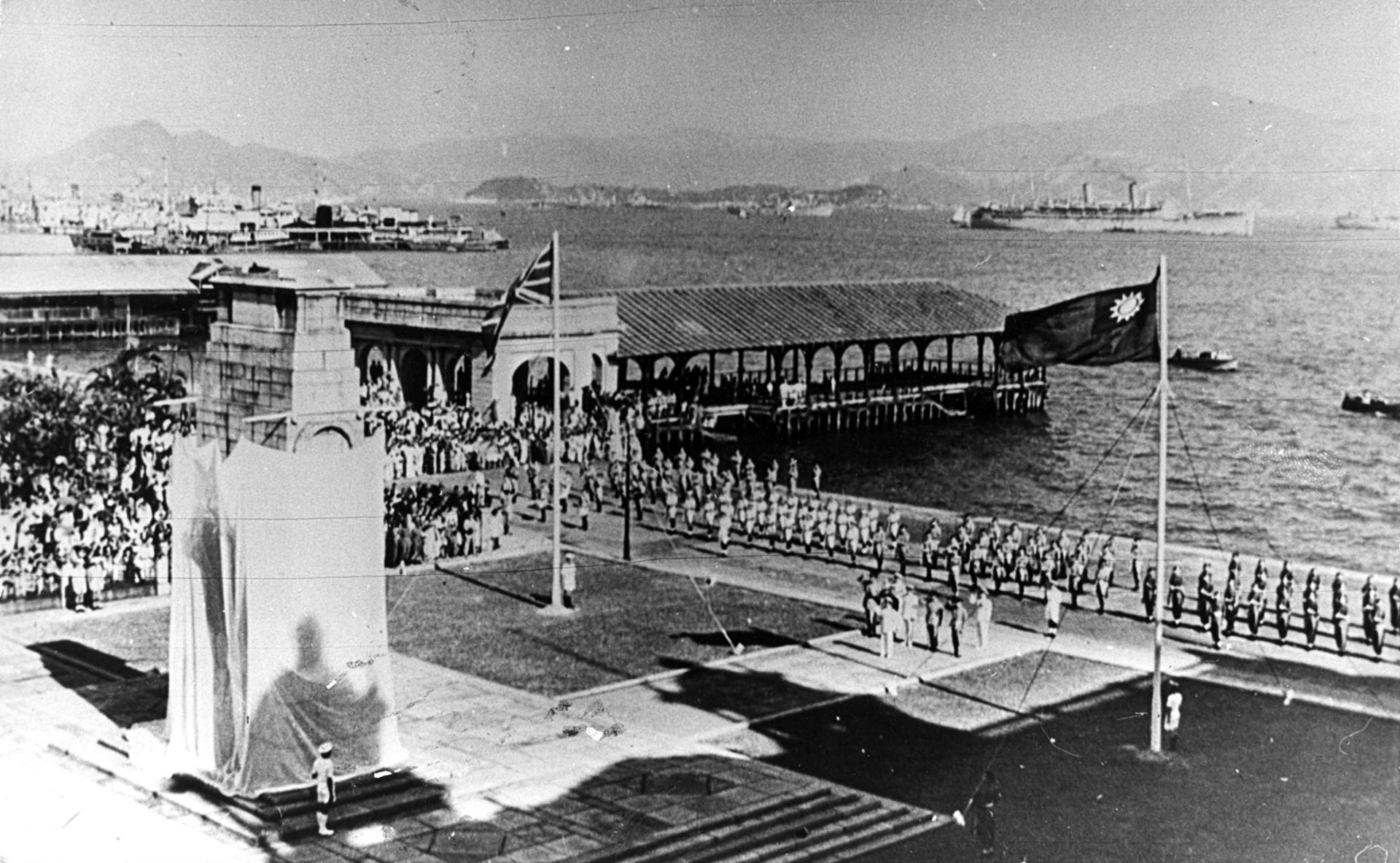
Năm 1945 giải phóng Hồng Kông tại Cenotaph. Bến tàu Queen có thể nhìn thấy ở phía sau

Cenotaph được ra mắt công chúng vào ngày 24 tháng 5 năm 1923 (ngày Thịnh vượng chung) bởi Thống đốc Hồng Kông Reginald Edward Stubbs. Vào thời điểm đó, đài tưởng niệm vẫn còn nằm cạnh bờ biển. Ban đầu được xây dựng để tưởng nhớ những người đã chết trong Thế chiến thứ nhất, và được khắc dòng chữ "The Glorious Dead". Sau đó, dòng "1939 – 1945" được thêm vào để tưởng nhớ các nạn nhân của Thế chiến thứ hai. Còn vào những năm 1980, tám chữ Trung Quốc "英魂不朽 浩氣長存" (Anh hồn bất hủ, hạo khí trường tồn) được được khắc lên một mặt của đài tưởng niệm và cùng với dòng chữ "The Glorious Dead" để làm rõ rằng Cenotuph tưởng nhớ tất cả những người đã ngã xuống, đặc biệt là những người trong trận phòng thủ Hồng Kông.
Cenotaph là một trong nhiều đài tưởng niệm chiến tranh ở Hồng Kông. Tuy nhiên, Cenotaph là đài tưởng niệm duy nhất được chính thức xây dựng để tưởng nhớ những người đã khuất trong Thế chiến thứ nhất. Khác với dòng "1939 – 1945" và những kí tự Trung Quốc sau này được thêm vào, đài tưởng niệm vẫn giữ nguyên vẻ ngoài nguyên bản. Vào ngày 22 tháng 11 năm 2013, Cenotaph được công nhận là di tích pháp định theo Pháp lệnh Cổ vật và Di tích.

## Tưởng niệm

### Ngày giải phóng
Trong thời kỳ là thuộc địa của Anh, từ sau năm 1945, lễ kỷ niệm Ngày Giải phóng đã diễn ra tại đây vào ngày Thứ Hai cuối cùng của tháng 8 để kỷ niệm Giải phóng Hồng Kông khỏi sự chiếm đóng của Nhật Bản vào năm 1945. Không có nghi lễ chính thức đã diễn ra ở đây kể từ năm 1997. Các đoàn không chính thức làm các sự kiện đánh dấu ở đây.
Xâm chiếm Hồng Kông là một phần của Chiến dịch Thái Bình Dương trong Thế chiến II, riêng biệt với các sự kiện xảy ra ở Trung Quốc đại lục. Hồng Kông lúc đó được bảo vệ bởi Đơn vị đồn trú Hồng Kông được tạo thành bởi những người lính được từ các quốc gia thuộc Khối thịnh vượng chung.

### Ngày tưởng niệm

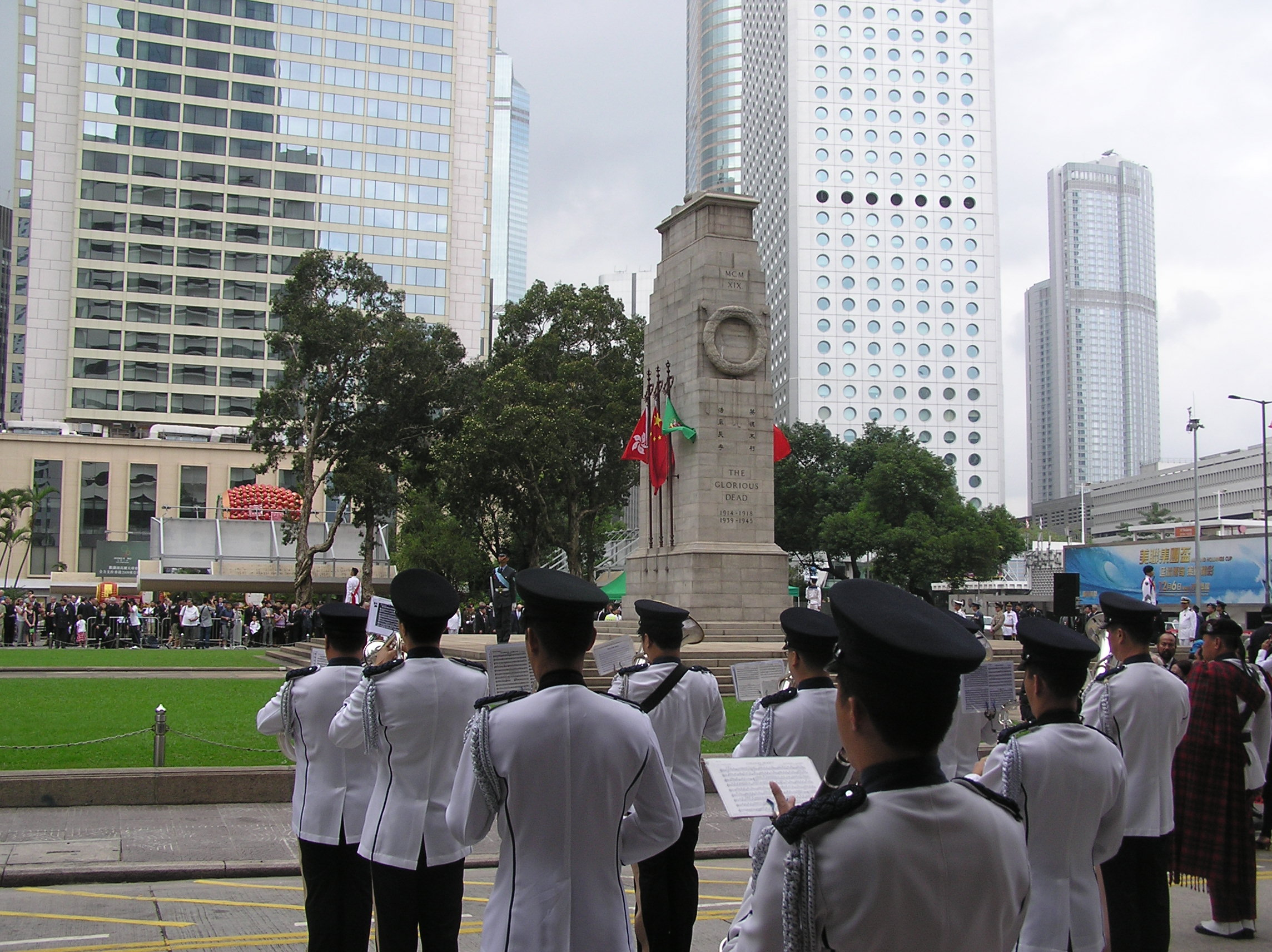
Ban nhạc Cảnh sát Hồng Kông tại lễ tưởng niệm của Cenotaph vào Chủ nhật tưởng niệm

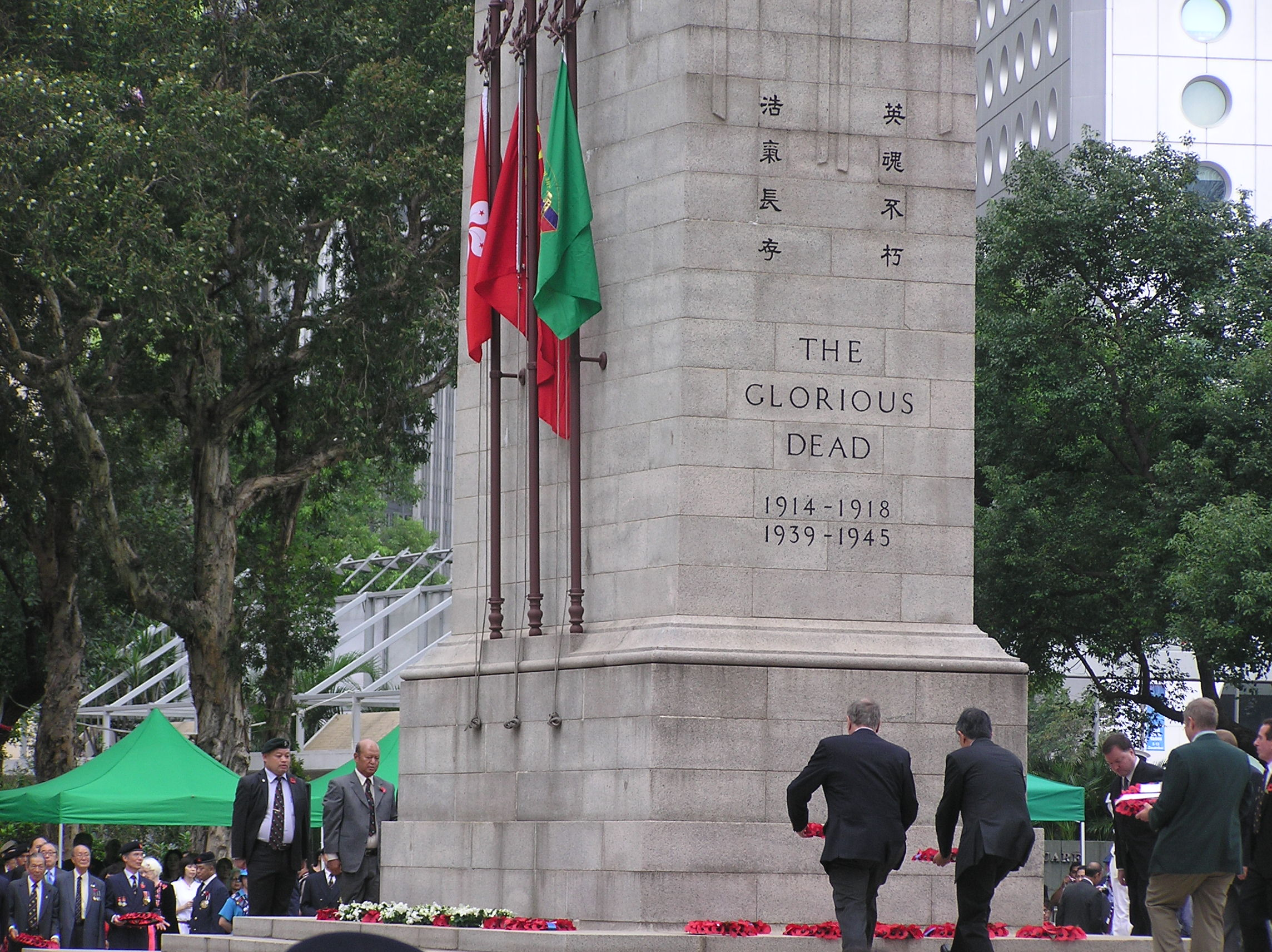
Cựu quân nhân và đại diện chính phủ đặt vòng hoa trước Cenotaph vào Chủ nhật tưởng niệm

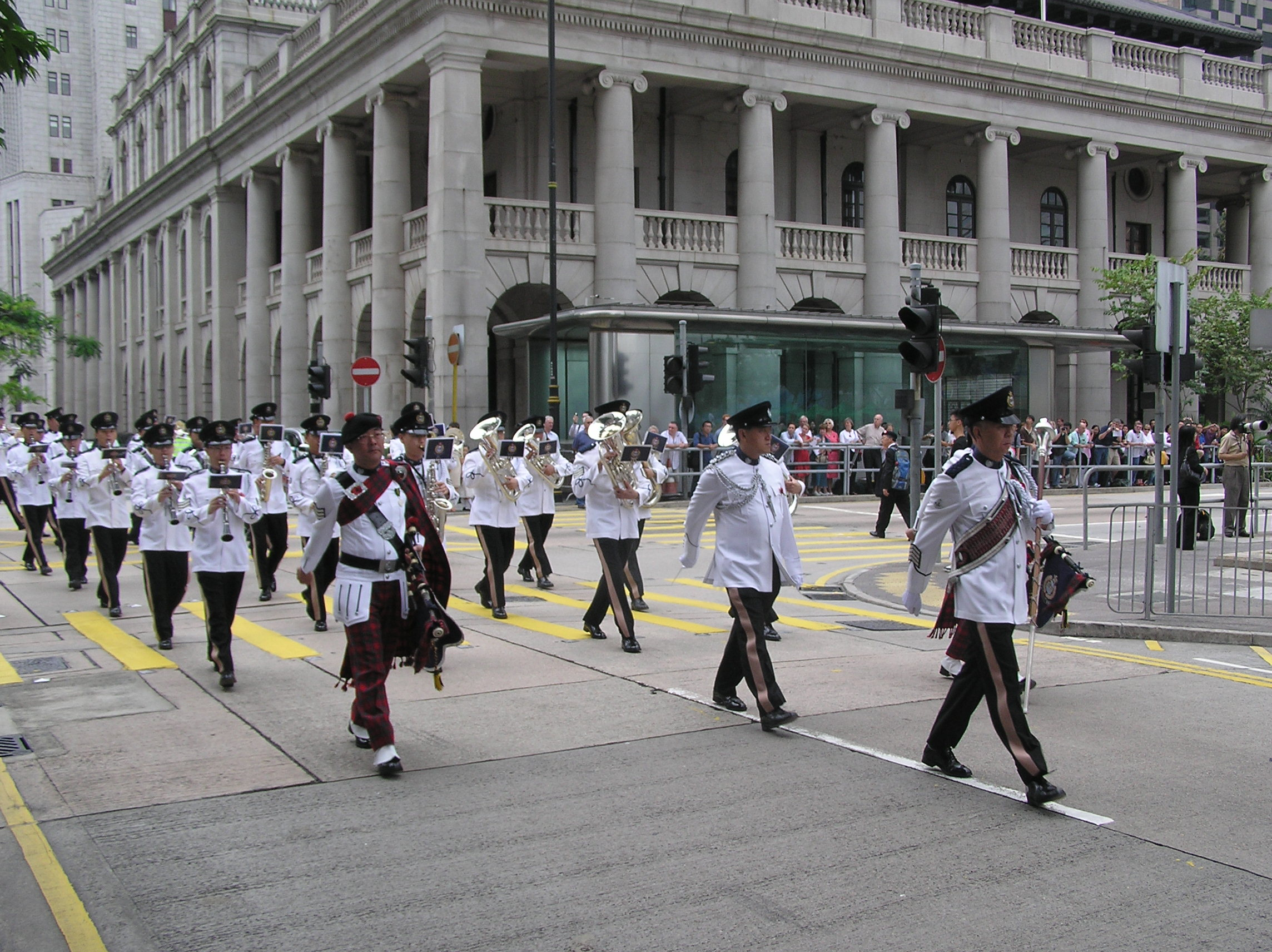
Ban nhạc Cảnh sát Hồng Kông diễu hành về phía Cenotaph trong dịp Chủ nhật tưởng niệm.

Buổi lễ Chủ nhật tưởng niệm ở Hồng Kông được đánh dấu bằng một buổi lễ tưởng niệm đa tín ngưỡng tại Cenotaph. Buổi lễ này được tổ chức bởi Quân đoàn Hoàng gia Anh (Chi nhánh HK & Trung Quốc) và Hiệp hội Ex-Servicemens Hồng Kông và có sự tham gia của nhiều quan chức Chính phủ, cũng như đại diện của các tôn giáo khác nhau bao gồm Giáo hội Anh giáo, Giáo hội Công giáo La Mã, Chính thống giáo Đông phương, cộng đồng Phật giáo, cộng đồng Đạo giáo, cộng đồng Hồi giáo và cộng đồng đạo Sikh. Mặc dù Hồng Kông đã không còn là một phần của Khối Thịnh vượng chung Anh vào năm 1997, nhưng buổi lễ tưởng niệm vẫn giống như ở nhiều quốc gia Khối thịnh vượng chung khác.

### Ngày ANZAC
Có những sự kiện kỷ niệm trước đài kỉ niệm Cenotaph hàng năm vào Ngày ANZAC. Các sự kiện được tổ chức vào lúc bình minh và có sự tham dự của Tổng lãnh sự (hoặc Cao ủy trước năm 1997) của Úc và New Zealand.